# Paraphlepsius quadratus
Paraphlepsius quadratus är en insektsart som beskrevs av Hamilton 1975. Paraphlepsius quadratus ingår i släktet Paraphlepsius och familjen dvärgstritar. Inga underarter finns listade i Catalogue of Life.